# Oldřichov, Tábor
Oldřichov là một làng thuộc huyện Tábor, vùng Jihočeský, Cộng hòa Séc.